# Codroș cu spate ruginiu
Codroșul cu spate ruginiu (Phoenicurus erythronotus) este o specie de pasăre paseriforme din familia Muscicapidae. A fost descris de biologul german Eduard Friedrich Eversmann, care este comemorat în numele englezesc al păsării.

## Galerie

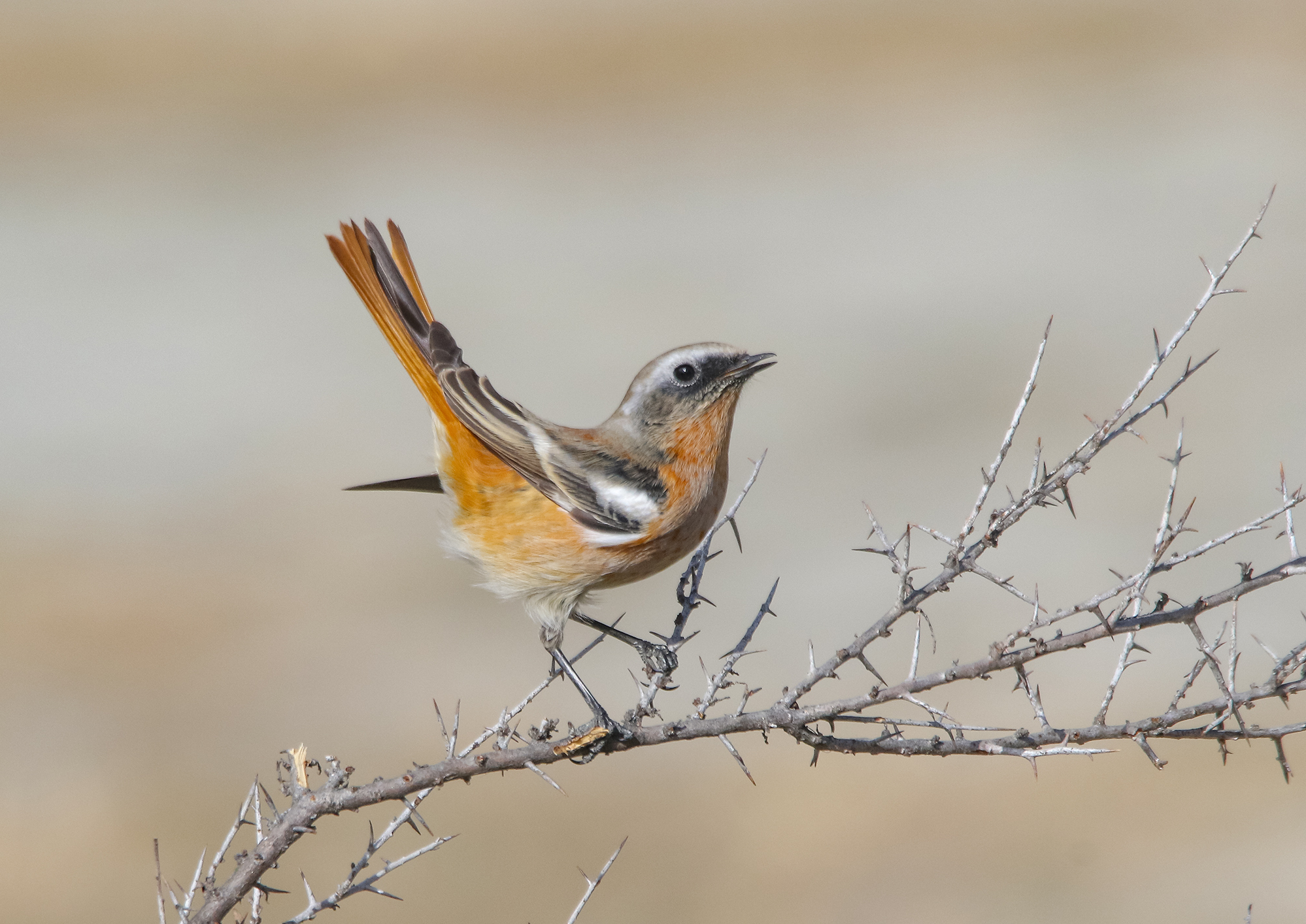
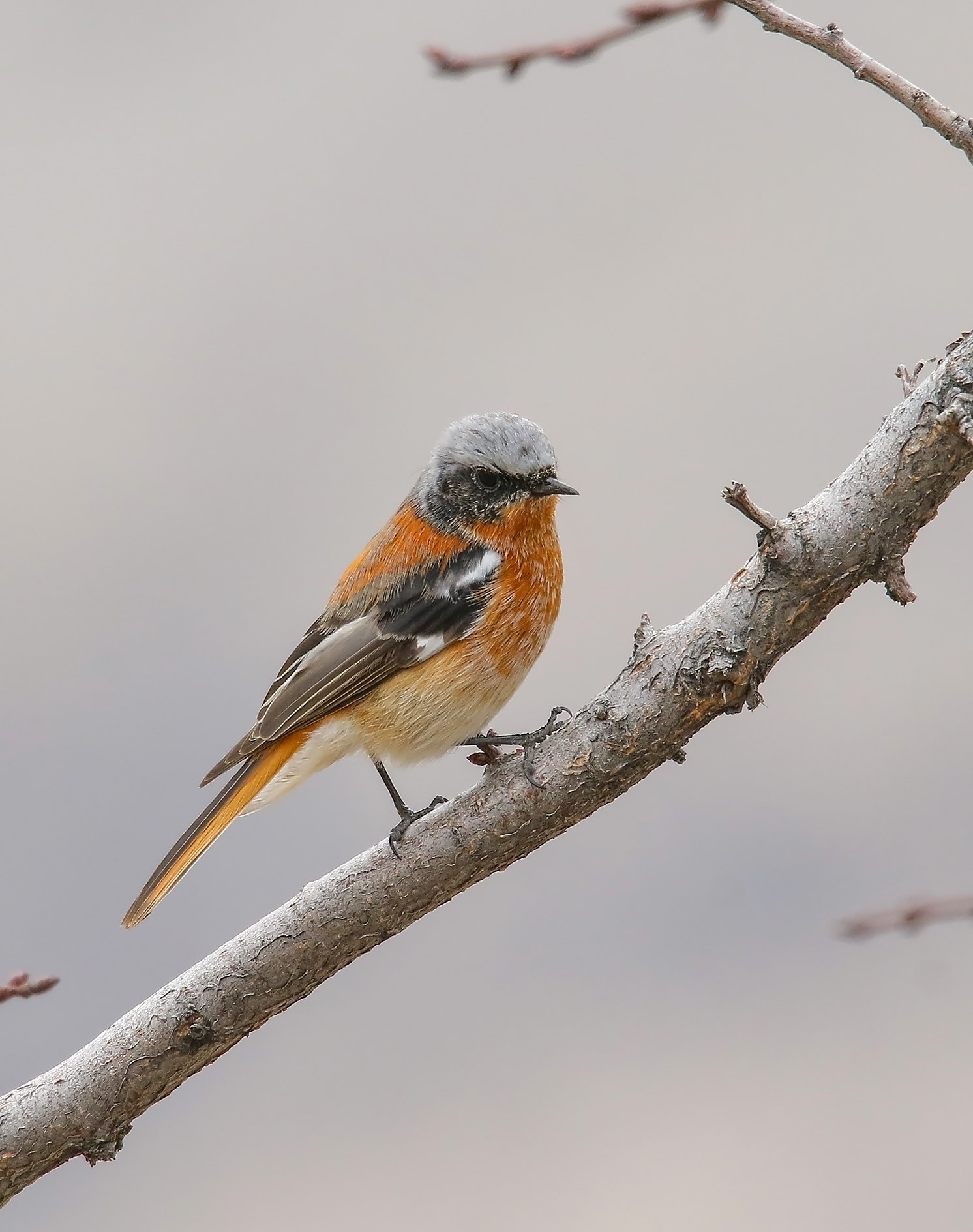
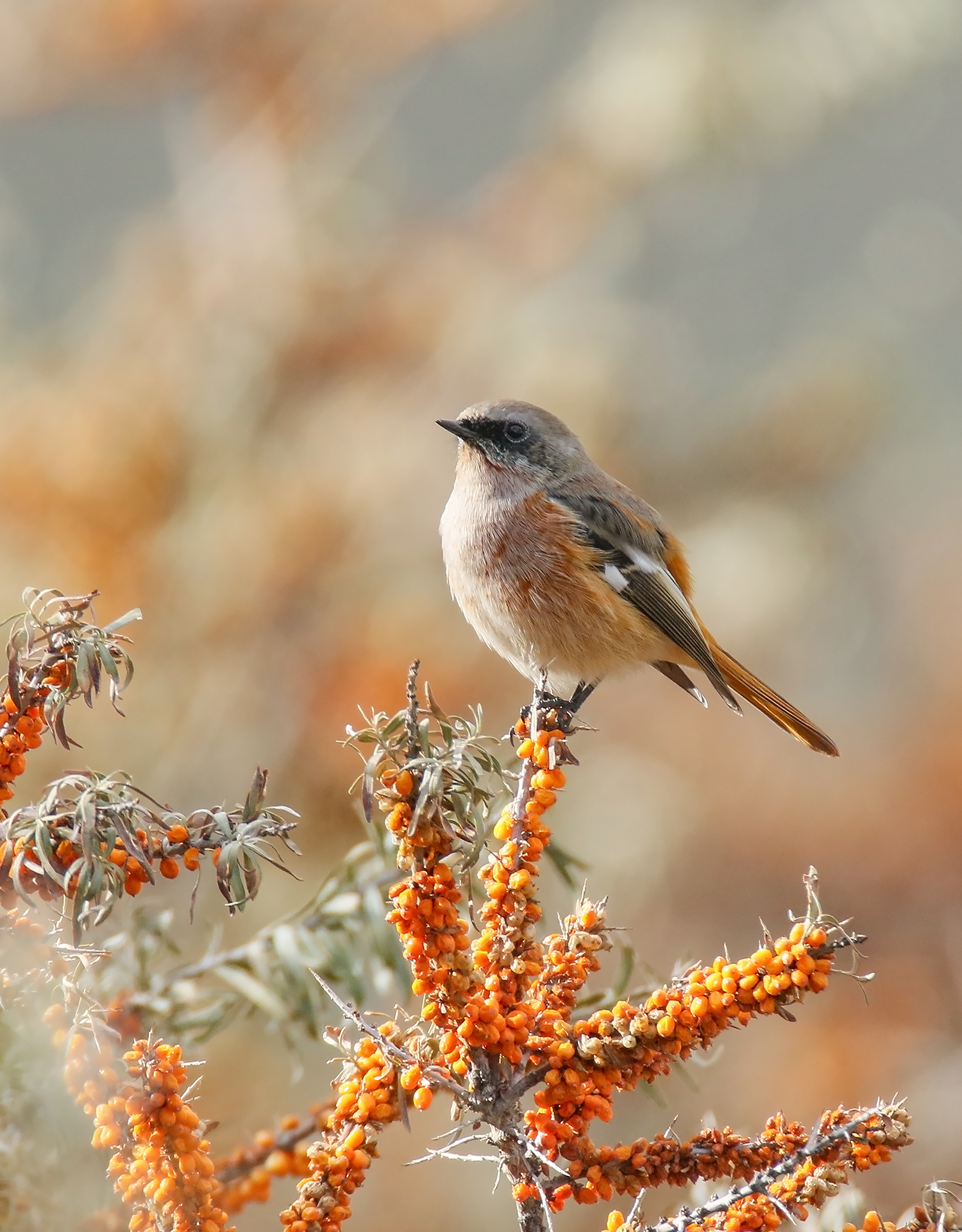
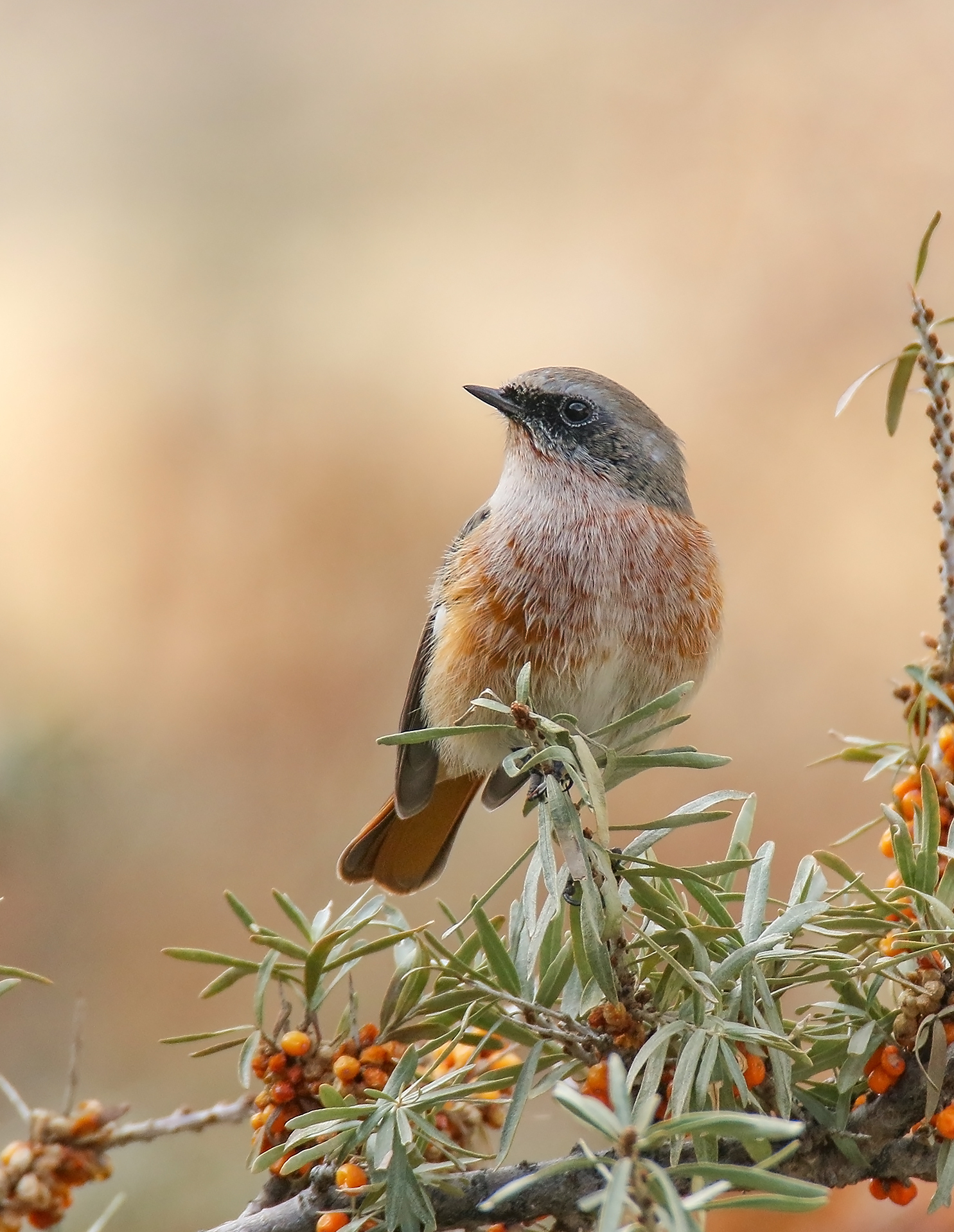